# Пинские болота
Пи́нские боло́та (укр. Пінські болота, бел. Пінскія балоты), также  При́пятские боло́та (укр. Прип'ятські болота, бел. Прыпяцкія балоты), Поле́сские боло́та (укр. Поліські болота, бел. Палескія балоты) — болота в пойме и первой надпойменной террасе Припяти. Расположены вдоль реки Припять и её притоков на территории Беларуси от Бреста до Лунинца, а также на севере Украины. Площадь болот — около 98 419,5 км². В дореволюционной литературе Пинские болота иногда называются Припятским Полесьем. Пинские болота входят в международный список Рамсарской конвенции о защите водно-болотных угодий.

## География
Пинские болота находятся в основном в Полесской низменности и занимают большую часть южной Беларуси и северо-запад Украины. Долина болот прорезана рекой Припять и её притоками Стырь, Горынь, Уборть и Словечна с правой стороны и Ясельда, Цна, Случь и Птичь с левой стороны.
Глубина торфяного или растительного слоя доходит местами до 6 метров. Под ним залегает обыкновенно кварцевый песок, в нижних слоях которого попадаются валуны северных гранитов. Пески, в свою очередь, покоятся на глине.

## Флора
Для Пинских болот характерно чередование открытых осоково-тростниковых пространств с почти непроходимыми кустарниковыми зарослями. Во время весеннего половодья болота почти сплошь покрываются водой, поэтому местное население вынуждено переправляться по ним на лодках.
На сухих «островах» участки сосново-широколиственных лесов.

## Разделение Пинских болот
Крупнейшие болота: Хольча, Морочно, Дедково болото, Городищенское болото, Дубник, Домашницы, Черневское-Леднежево.

### Заречье
Самый крупный и непрерывный участок Пинских болот, расположенный между реками Ясельда, Припять и Стырь, называется Заречьем. Этот участок пересекается бесчисленным множеством рек, рукавов и протоков, то соединяющихся, то снова разделяющихся. Отдельные песчаные холмы среди болот, то покрытых камышами и лозой, то представляющих открытые водные поверхности, заняты небольшими деревнями, число которых доходит до семидесяти. При вскрытии рек, когда воды их сливаются, Заречье представляет одно обширное озеро, среди которого, как на островах, рассеяны отрезанные друг от друга населённые местности. Сухопутное сообщение между ними прекращается тогда обыкновенно на 2 месяца, сообщение же на лодках сопряжено с большими трудностями, а во время бурь даже и с опасностью. То же повторяется и при осенних разливах, хотя и летом, особенно после продолжительных дождей, болота задерживают сообщение или делают его даже невозможным. Впрочем, в сухое лето многие болота превращаются в прекрасные сенокосы и пастбища, тут прокладываются дороги, так что местность утрачивает характер безусловной непроходимости, которым она отличается в дождливое время.

## История

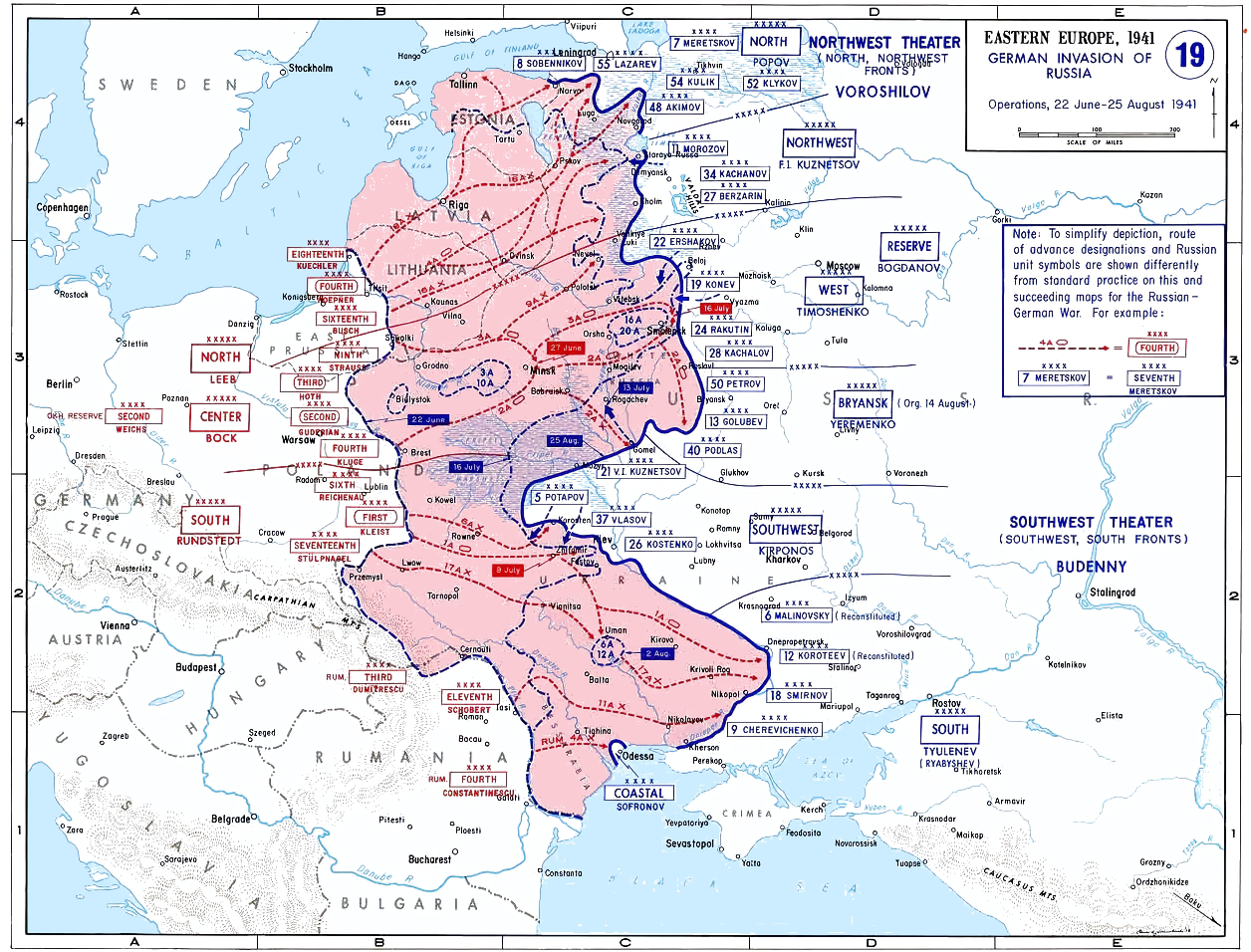
Июль-сентябрь 1941 года.

Согласно одной из концепций, Припятские болота, то что осталось от огромного озера именовавшегося также морем Геродота, стали естественным препятствием, способствовавшим распаду балто-славянского языкового единства на прабалтийский и праславянский языки.
Предпринимались попытки осушать Пинские болота в 1874 году. К 1889 году общее протяжение каналов достигало 2827 вёрст.
Немецкое командование при разработке операции «Барбаросса» вынуждено было учитывать Припятские болота как естественную преграду: группа армий «Центр» наступала севернее болот, а группа армий «Юг» — южнее (см. карту).